# Panic Room
Panic Room ("Säkerhetsrum") är en amerikansk film från 2002. Den har manus av David Koepp, är regisserad av David Fincher och har Jodie Foster och Kristen Stewart i två av de större rollerna.

## Handling
Filmen handlar om Meg Altman (Jodie Foster) och hennes dotter Sarah (Kristen Stewart) som råkar ut för inbrottstjuvar. Med nöd och näppe lyckas de fly till det så kallade panic room som finns i deras hus. Rummet är ett slags skyddsrum som har egen telefonlinje, luftkonditionering och övervakningsmonitorer, och därifrån följer Meg och Sarah inbrottstjuvarnas varje steg.
Trots att det ska vara ett säkert rum börjar tjuvarna utanför bli otåliga och använder alla medel för att tvinga ut Meg och Sarah. Inte nog med tjuvarnas våldsamma knep, utan Sarah börjar kännas sig allt sämre på grund av sin diabetes och insulinsprutorna finns utanför skyddsrummet.

## Om filmen
Egentligen skulle Nicole Kidman spela rollen som Meg Altman, men hon skadade sig under inspelningen av Moulin Rouge! så hon blev tvungen att hoppa av Panic Room. Hon är dock med i filmen på ett hörn som kvinnan i telefonen som svarar hos Meg Altmans exmake.

## Rollista
| Jodie Foster    | – Meg Altman     |
| Kristen Stewart | – Sarah Altman   |
| Forest Whitaker | – Burnham        |
| Dwight Yoakam   | – Raoul          |
| Jared Leto      | – Junior         |
| Patrick Bauchau | – Stephen Altman |
| Ann Magnuson    | – Lydia Lynch    |
| Ian Buchanan    | – Evan Kurlander |